# Antonio Carafa
Pour les articles homonymes, voir Carafa.
Pour les autres membres de la famille, voir Famille Carafa.
 Antonio Carafa (né en 1538 à Naples en Campanie, alors capitale du royaume de Naples et mort à Rome le 13 janvier 1591) est un cardinal italien du XVIe siècle.
Il est un neveu du pape Paul IV et un cousin du cardinal Carlo Carafa (1555). D'autres cardinaux de la famille sont Filippo Carafa della Serra (1378), Oliviero Carafa (1467), Gianvincenzo Carafa (1527), Diomede Carafa (1555), Alfonso Carafa (1557), Decio Carafa (1611), Pier Luigi Carafa (1645), Carlo Carafa della Spina (1664), Fortunato Ilario Carafa della Spina (1686), Pierluigi Carafa, iuniore (1728), Francesco Carafa della Spina di Traetto (1773), Marino Carafa di Belvedere (1801) et Domenico Carafa della Spina di Traetto (1844).

## Biographie
Membres de l'une des principales famille de la noblesse du royaume de Naples, les Carafa, Antonio Carafa est le fils de Rinaldo et Giovannella Carafa.
Il étudie à l'université de Padoue et apprend le Grec ancien auprès de Guglielmo Sirleto, qui devint son ami. Appelé à Rome par le pape Paul IV, issu de la famille Carafa, Antonio devient chanoine de la basilique Saint-Pierre et protonotaire apostolique. À la mort de Paul IV en 1559, il doit partir de Rome à cause de la persécution des Carafa par le nouveau pape, Pie IV. Privé de ses charges et de ses bénéfices, il ne retourne dans la cité éternelle qu'en 1566, après le rétablissement de sa famille par le pape suivant, Pie V, qui avait été un protégé de Paul IV.
Le pape Pie V le crée cardinal lors du consistoire du 24 mars 1568. Le cardinal Carafa est préfet du tribunal suprême de la Signature apostolique et abbé de Santa Maria di Ferrara. Il est nommé bibliothécaire apostolique en 1586, succédant à son ami Guglielmo Sirleto, et préfet de la Congrégation du Concile toujours en 1586. Carafa est l'auteur d'œuvres sur la Bible et sur le droit canonique et traduisit plusieurs textes grecs dans le domaine de la patristique. Membre de plusieurs commissions chargées de la révision des textes fondamentaux de l'Église (notamment le Décret de Gratien, les Décrétales et les actes des conciles), il fut, à partir de 1586, président de la commission établie par le pape pour la mise au point d'une nouvelle version de la Vulgate, ensuite encore modifiée sous Clément VIII, et finalement publiée en 1592, un an après la mort de Carafa. Cette version de la Bible, appelée « Vulgate Sixto-Clémentine », fut celle utilisée par l'Église pendant plus de trois cents ans, jusqu'au concile de Vatican II.
Bibliophile, le cardinal Carafa réunit une importante collection de manuscrits antiques, grecs et latins, légués à sa mort à la bibliothèque apostolique du Vatican où ils sont encore conservés. Il fit restaurer sur ses deniers la basilique Santi Giovanni e Paolo à Rome. À sa mort, en 1591, il fut inhumé à Rome dans l'église San Silvestro al Quirinale.
Le cardinal Carafa participe au conclave de 1572, à l'issue duquel Grégoire XIII est élu, à celui de 1585 (élection de Sixte V) et aux deux de 1590 (élections d'Urbain VII et de Grégoire XIV).